# Pistoia Blues Festival
Il Pistoia Blues Festival (chiamato per un periodo Bluesin) è un festival musicale che dal 1980 si svolge nel mese di luglio nella città toscana di Pistoia. Dal 1985, sotto la direzione artistica di Giovanni Tafuro, il festival si è tenuto con continuità, organizzato dall'Associazione Blues In e dal Comune di Pistoia con il supporto della Regione Toscana. Il festival si svolge generalmente in 3 serate, anche se ci sono state edizioni con serata unica e altre fino a 6 giorni (1995).

## Storia
La prima edizione fu organizzata nel 1980 da Raffaele Barki e dall'Associazione "Isola del Tonal" (di cui Barki era presidente) che curò però solo la prima edizione del festival. A questa edizione parteciparono Muddy Waters, Fats Domino, B.B. King, Alexis Korner, Dizzy Gillespie oltre agli italiani Pino Daniele e Roberto Ciotti. È stato il primo festival in Italia dedicato alla musica blues. 
Negli anni successivi (1981 e 1982) la manifestazione fu realizzata da altri organizzatori locali con alcuni concerti tra cui quelli di Frank Zappa, John Mayall, Jackson Browne, Ray Charles. Nel 1983 e nel 1984 il festival tornò alla formula dei tre giorni ospitando grandi artisti tra cui Jimmy Page e Rory Gallagher. 
Dopo un periodo di crisi finanziaria culminato nel 1984 che costrinse gli organizzatori ad interrompere il festival alla seconda giornata, il festival riprese con l'edizione del 1985 con la presenza di B.B. King e negli anni successivi si sviluppò presentando artisti come John Lee Hooker, già invitato nel 1980 quando dette forfait a causa di un improvviso intervento alla prostata, Johnny Winter, Ron Wood dei Rolling Stones, Bo Diddley, Jorma Kaukonen, Otis Rush, Sam Moore e Rufus Thomas e soprattutto l'esibizione di Stevie Ray Vaughan. In quell'anno la manifestazione fu trasmessa dalla RAI nell'ambito del programma DOC di Renzo Arbore.
Nelle successive edizioni hanno partecipato vari artisti principalmente di genere blues come Buddy Guy, Albert King (1989), Chuck Berry (1989), Jerry Lee Lewis, R. L. Burnside (1993), Clarence Gatemouth Brown (1990), James Cotton, Robben Ford (1990), Jeff Healey, Robert Cray, Jimmie Vaughan e virtuosi della chitarra elettrica come Jeff Beck, Joe Satriani, Steve Vai, Carlos Santana, Alvin Lee, Slash, Zakk Wylde, John Petrucci, Mick Taylor, Robert Fripp, Joe Bonamassa, Pat Metheny; ma anche celebri artisti rock, soul e jazz, tra i quali: Bob Dylan (1996), Lou Reed, Joe Cocker, David Bowie (1997), Robert Plant, David Byrne, Patti Smith, Ry Cooder, Elton John, Eric Burdon, Van Morrison, Deep Purple, Jethro Tull, Ray Manzarek e Robby Krieger dei The Doors (2011), Brian Auger, Beady Eye, Simple Minds, Skunk Anansie, Hozier, Passenger (2015), Damien Rice, The National, Little Steven (2017), Alanis Morissette, James Blunt, Steve Hackett dei Genesis, Mark Lanegan e Supersonic Blues Machine con Billy Gibbons degli ZZ Top passando da atmosfere più tradizionali ad artisti del panorama rock internazionale. Oltre a molti altri artisti italiani come Edoardo Bennato, Zucchero Fornaciari, Franco Battiato, Enzo Avitabile, Alex Britti, Bastille (2016), Niccolò Fabi, Stefano Bollani e Nick Becattini. 
L'edizione del 2019 ha visto protagonista il gruppo rock statunitense dei Black Stone Cherry, il 6 luglio la band statunitense dei Thirty Seconds To Mars, il 7 luglio Robben Ford uno dei più grandi chitarristi blues e Eric Gales cantante e chitarrista blues, l'8 luglio l'ex membro degli Oasis Noel Gallagher insieme alla sua band Noel Gallagher's High Flying Birds ed infine il 10 luglio Ben Harper and the Innocent Criminals.
Dal 2015 viene realizzata, a cura dell'etichetta Vrec, una compilation di artisti Blues/ Rock denominata Pistoia Blues Next Generation giunta nel 2018 al quarto volume.
A causa della pandemia di COVID-19 del 2020 in Italia, l'edizione 2020 è stata annullata.
Dopo due anni di pandemia la 41ª edizione del Festival si è svolta dal 7 al 16 luglio con protagonisti italiani tra cui Eugenio Finardi con Fabio Treves, Elisa, Manuel Agnelli ed artisti internazionali come Gov't Mule, Simple Minds, Paolo Nutini, The Tallest Man On Earth.
La 42ª edizione del Festiva si è svolta in Piazza Duomo a Pistoia dal 5 al 12 luglio 2023: tra i protagonisti l'ex Genesis Steve Hackett, Damien Rice, Ana Popovic, Fiorella Mannoia con Danilo Rea, Baustelle, Xavier Rudd, Wolfmother,  Lindsey Stirling, Jack Botts, Il Muro del Canto, Moreno Delsignore, The Revangels.
Ad inizio 2024 il festival ha annunciato di svolgersi tra il 4 ed il 13 luglio con un cast più eterogeno: dai texani Calexico a The Devon Allman Project, Matteo Mancuso, Mario Biondi, Dee Dee Bridgewater fino a Elio e le Storie Tese, Tommaso Paradiso ed Antonello Venditti inseriti in una sotto-rassegna denominata  "Storytellers".
Il 2025 vede il festival svilupparsi tra il 3 ed il15 luglio 2025: la sezione dedicata al blues rock vede protagonisti Marcus King, Blackberry Smoke, Queens of the Stone Age, Paul Gilbert, Black Banjo, Roommates, mentre la sotto-rassegna "Storytellers" vede le esibizioni di Gianna Nannini, Brunori Sas, Francesco Gabbani, Alfa. Il 12 luglio si è svolta anche l'iniziativa "Un Blues per Nick", serata blues ad ingresso gratuita voluta dagli organizzatori per celebra il ricordo del bluesman pistoiese Nick Becattini scomparso il 10 settembre 2024.